# Voldemārs Johans Skaistlauks
Voldemārs Johans Skaistlauks, latvijski general, * 1892, † 1972.